# George Gordon, 2:e markis av Huntly
George Gordon, 2:e markis av Huntly, född 1592, död den 22 mars 1649 i Edinburgh, var en skotsk adelsman, son till George Gordon, 1:e markis av Huntly.
Huntly använde under inbördeskriget sitt stora inflytande i norra Skottland till Karl I:s förmån och stred 1639 mot Montrose, som då anförde covenantpartiets här, samt från 1644 mot den strängt presbyterianske Argyll.
Gammal ovilja mot Montrose gjorde, att Huntly aldrig verksamt understödde dennes fälttåg för den kungliga saken 1644-45. Själv blev han 1647 besegrad av David Leslie, tillfångatogs och avrättades, på parlamentets befallning.